# 中華民國駐秘魯大使列表
本列表為中華民國駐秘魯共和國歷任大使與代表名錄。兩國已無正式外交關係。

## 無邦交時期

### 代表機構
1971年11月2日，秘魯與中華民國斷交。1978年1月1日，中華民國於秘魯首都利馬設立駐秘魯遠東貿易中心。
1990年11月5日，秘魯總統藤森核定第RE014號最高行政命令，同意將遠東貿易中心改名為具大使館功能的駐秘魯臺北經濟文化辦事處（Oficina Económica y Cultural de Taipei en el Perú）。

### 歷任代表（1978年至今）
| 姓名   | 任命           | 到任           | 免職           | 離任           | 外交銜級 對外名義 | 外交職務 本職職務        | 備註                                       | 備註 |
| ------ | -------------- | -------------- | -------------- | -------------- | ----------------- | ------------------------ | ------------------------------------------ | ---- |
| 王允昌 | 1978年1月1日   | 1978年1月1日   | 1985年10月28日 | 1985年11月5日  | 主任              | 主任                     |                                            |      |
| 丁珂   | 1985年11月6日  | 1985年12月9日  | 1988年8月9日   | 1988年11月17日 | 代表              | 代表                     |                                            |      |
| 劉佳豐 | 1988年8月9日   | 1988年11月3日  | 1996年12月23日 | 1997年2月25日  | 代表              | 代表                     |                                            |      |
| 洪明達 | 1996年12月23日 | 1997年2月17日  | 2001年7月13日  | 2001年10月13日 | 代表              | 代表                     |                                            |      |
| 劉春雄 |                | 2001年10月13日 |                | 2003年8月11日  | 代表              | 代表                     |                                            |      |
| 向延竚 |                | 2003年8月11日  | 2006年1月5日   | 2006年4月      | 代表              | 代表                     |                                            |      |
| 林信行 | 2006年1月5日   | 2006年4月3日   |                | 2007年7月16日  | 代表              | 代表                     |                                            |      |
| 黃聯昇 | 2007年7月19日  | 2007年8月13日  | 2009年7月22日  | 2009年9月14日  | 代表              | 代表                     |                                            |      |
| 黃榮國 | 2009年6月22日  | 2009年9月14日  | 2013年6月3日   | 2013年9月9日   | 代表              | 副代表 代表 特命全權大使 | 2010年7月29日升任代表 2012年9月1日改大使銜 |      |
| 吳進木 | 2013年6月3日   | 2013年9月10日  | 2017年5月      | 2017年7月      | 代表              | 特命全權大使             |                                            |      |
| 曹立傑 | 2017年7月19日  | 2017年8月13日  | 2018年9月28日  | 2018年11月     | 代表              | 特命全權大使             |                                            |      |
| 李岳融 | 2018年9月28日  | 2018年11月17日 |                | 2021年11月     | 代表              | 特命全權公使             |                                            |      |
| 張幼慈 |                | 2021年12月15日 |                | 現任           | 代表              | 特命全權公使             |                                            |      |

## 外部連結
- 駐秘魯臺北經濟文化辦事處（Facebook、Twitter）